# Pusté Sady
Pusté Sady (bis 1948 slowakisch „Pustá Kerť“; ungarisch Pusztakürt) ist eine Gemeinde im Westen der Slowakei mit 601 Einwohnern (Stand 31. Dezember 2024), die zum Okres Galanta, einem Teil des Trnavský kraj, gehört.

## Geographie
Die Gemeinde befindet sich im slowakischen Donautiefland am südwestlichen Rand von dessen Teil Nitrianska pahorkatina (Neutraer Hügelland). Innerhalb dieser Region liegt sie im sanften Tal des Baches Jarčie, ein paar Kilometer von der Waag entfernt. Das Ortszentrum liegt auf einer Höhe von 136 m n.m. und ist 13 Kilometer von Sereď, 16 Kilometer von Hlohovec sowie 21 Kilometer von Galanta entfernt.
Nachbargemeinden sind Zemianske Sady im Norden. Rumanová im Nordosten, Báb im Osten, Pata im Süden und Šintava sowie Vinohrady nad Váhom im Westen.

## Geschichte

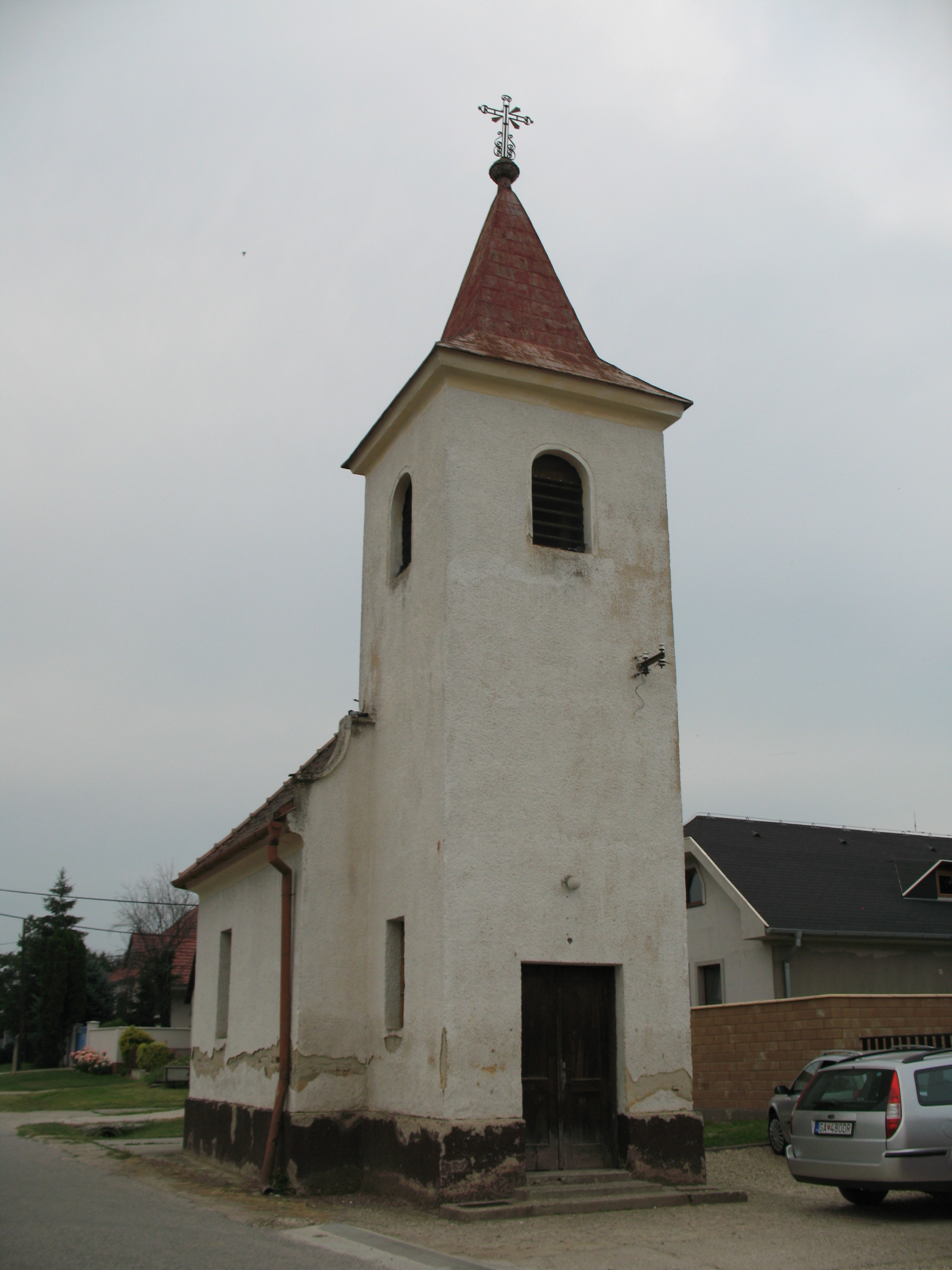
Kirche im Ort

Der Ort wurde zum ersten Mal 1156 als Kurt schriftlich erwähnt und war damals Ort königlicher Trompeter. Er war Teil des Herrschaftsguts von Schintau (heute Šintava), 1398 wurde der Ort Besitz des Graner Kapitels. Später wechselte die Ortschaft verschiedene adelige Besitzer wie die Geschlechter Chizy, Thúry und Henezy im 16. und 17. Jahrhundert sowie Záhy, Andrássy und Esterházy im 18. und 19. Jahrhundert. 1828 zählte man 60 Häuser und 419 Einwohner, deren Haupteinnahmequelle Landwirtschaft war. Bis 1715 wurde im Ort auch Weinbau betrieben.
Bis 1918 gehörte der im Komitat Neutra liegende Ort zum Königreich Ungarn und kam danach zur Tschechoslowakei beziehungsweise heute Slowakei.

## Bevölkerung
| Jahr                | 1994 | 2004    | 2014    | 2024    |
| ------------------- | ---- | ------- | ------- | ------- |
| Anzahl der Personen | 610  | 622     | 583     | 601     |
| Unterschied         |      | +1,96 % | −6,27 % | +3,08 % |

| Jahr                | 2023 | 2024    |
| ------------------- | ---- | ------- |
| Anzahl der Personen | 612  | 601     |
| Unterschied         |      | −1,79 % |

Gemäß der Volkszählung 2011 wohnten in Pusté Sady 596 Einwohner, davon 584 Slowaken, sechs Magyaren und ein Roma. Ein Einwohner gab eine andere Ethnie an und vier Einwohner machten keine Angabe. 519 Einwohner bekannten sich zur römisch-katholischen Kirche, acht Einwohner zur evangelischen Kirche A. B. und ein Einwohner zur reformierten Kirche. 44 Einwohner waren konfessionslos und bei 24 Einwohnern ist die Konfession nicht ermittelt.

## Bauwerke
- römisch-katholische Kreuzerhöhungskirche aus dem Jahr 1970